# جولیو هرناندز کوردن
جولیو هرناندز کوردن (انگلیسی: Julio Hernández Cordón؛ زادهٔ ۱۷ ژانویهٔ ۱۹۷۵) کارگردان، تهیه‌کننده و فیلم‌نامه‌نویس اهل ایالات متحده آمریکا است. هرناندز کوردن که از سال ۲۰۰۳ یک فیلم‌ساز فعال است، در شش فیلم از جمله کوتاه و مستند نقش داشته‌است. آثار هرناندز کوردن برای کارگردانی فیلم‌هایی از جمله گرد و غبار (۲۰۱۲) مورد تحسین منتقدان قرار گرفت.
او همچنین جایزه‌هایی از جشنواره لوکارنو، جشنواره بین‌المللی فیلم تورنتو ۲۰۱۵ و جشنواره بین‌المللی فیلم سن‌سباستین دریافت کرده‌است.